# Ko te šiša
Ko te šiša je hrvatska humoristična serija nastala prema ideji scenaristica Dijane Merdanović i Petre Venier. Redatelj je Aldo Tardozzi, a seriju producira Plavi film za HRT.
Dana 14. rujna 2016. na Prvom programu HRT-a je premijerno prikazana pilot epizodu, nakon čega je HRT odlučio snimat cijelu seriju. Premijerno prikazivanje serije krenulo je 25. prosinca 2017. sa božičnim specijalom a od 7. siječnja 2018. sa prvom sezonom. Serija je završila 28. lipnja 2020. sa ukupno 87 epizoda podijeljenih u pet sezona. Glumac Žarko Potočnjak je nakon treće sezone otišao iz serije.

## O seriji
Fokus serije je na Božici i Žigmudu, vlasnicima dva frizerska salona. Na istom trgu samo preko puta našla su se dva frizerska salona. Salon Žigmund je staromodan i samo za muškarce, a Božica je moderna i za žene. U njemu radi Sanja, kći dominantne vlasnice salona Božice, koju majka želi što prije udati pa uvodi inovacije u poslovanje: salon postaje i za muškarce, te ga proglašava “Unisex Božica”. To znači konkurencija Žigmundu, vlasniku “Salona za gospodu” koja se njemu naravno nimalo neće svidjeti. Tu kreće borba za prevlast do istrebljenja!

## Pregled serije
| Sezona | Sezona           | Epizode          | Epizode          | Originalno emitiranje | Originalno emitiranje |
| Sezona | Sezona           | Epizode          | Epizode          | Premijera             | Finale                |
| ------ | ---------------- | ---------------- | ---------------- | --------------------- | --------------------- |
|        | Pilot            | Pilot            | Pilot            | 14. rujna 2016.       | 14. rujna 2016.       |
|        | Božićni specijal | Božićni specijal | Božićni specijal | 25. prosinca 2017.    | 25. prosinca 2017.    |
|        | 1.               | 19               | 19               | 7. siječnja 2018.     | 13. svibnja 2018.     |
|        | 2.               | 20               | 20               | 16. rujna 2018.       | 24. veljače 2019.     |
|        | 3.               | 12               | 12               | 3. ožujka 2019.       | 2. lipnja 2019.       |
|        | 4.               | 20               | 20               | 22. rujna 2019.       | 1. ožujka 2020.       |
|        | 5.               | 16               | 16               | 8. ožujka 2020.       | 28. lipnja 2020.      |

## Glumačka postava
| Glumac/ica            | Lik            | Sezona |
| --------------------- | -------------- | ------ |
| Ksenija Marinković    | Božica Rezek   | 1-5    |
| Katarina Strahinić    | Sanja Rezek    | 1-5    |
| Robert Ugrina         | Joža           | 1-5    |
| Jadranka Đokić        | Lili           | 1-5    |
| Sara Stanić           | Cici           | 1-5    |
| Jasmin Telalović      | Matek Horvat   | 1-5    |
| Željko Duvnjak        | Žigmund Štingl | 1-5    |
| Janko Popović Volarić | Bruno          | 4-5    |
| Roko Sikavica         | Duje           | 4-5    |
| Žarko Potočnjak       | Ivek           | 1-3    |
| Goran Grgić           | Pjer           | 5      |

## Vanjske poveznice
- Ko te šiša u internetskoj bazi filmova IMDb-a